# Karina Rabinovitz
Karina Rabinovitz (Salvador (Bahia), 1977) é uma poetisa brasileira.

## Biografia
Lançou “mas é que eu não sabia que se pode tudo, meu Deus!”, em 2014, livro de poemas, pela coleção Cartas Bahianas, da P55 Edições.  
Em 2013, lançou “O LIVRO de água”, em parceria com a artista visual e videasta Silvana Rezende. Livro-objeto, de páginas soltas, dentro de uma caixa transparente, com os poemas escritos à mão e fotografados. O livro se expande numa exposição de arte, realizada no Museu de Arte Moderna da Bahia, entre janeiro e março/2013 e no Centro Cultural BNB-Cariri / Ceará, em agosto/2014.  
Em 2012 lançou o livro “poesinha pra caixinha [de fósforo]”, um livro sanfona de poemas, numa caixinha de fósforo. Livro-objeto, feito à mão, de forma artesanal e independente, lançado e comercializado somente pela internet.
Em 2010, lançou o “livro do quase invisível”, pela coleção Cartas Bahianas, da P55 Edições e, em 2005, o “de tardinha meio azul”, seu primeiro livro através do selo independente, infinito publicações, criado pela própria autora.
Trabalha em parceria com a artista Silvana Rezende, desde 2005, experimentando e realizando interações entre poesia e artes visuais, criando intervenção urbana, objetos poéticos e exposições de arte.
Karina participa da coletânea “Autores Baianos – um Panorama”, com 5 poemas traduzidos para o espanhol, inglês e alemão. Já participou de diversos encontros literários como a FLICA – Festa Literária Internacional de Cachoeira/BA - 2013, o Encontro de Literatura Divergente – 2012 (São Paulo/SP); o Sarau de poesia latinoamericana - Festival Latitudes Latinas - 2012 (Salvador/BA); o Festival Internacional de Garanhuns - 2012 (Pernambuco); a X Bienal do Livro da Bahia/2011; 8º Caruru dos 7 Poetas/2011 (Cachoeira/BA). 
Graduou-se em Comunicação Social, na Universidade Federal da Bahia, em 2001, e como conclusão de curso, escreveu e produziu, em co-autoria com Camila Novais, o livro “Anjos e Demônios da Insensatez”, livro-reportagem sobre os loucos de rua de Salvador/BA.

## Publicações

### Poesia (livro-objeto)
- O LIVRO de água (Salvador: P55 Edições, 2013, ISBN 978-85-896-5596-5)
- poesinha pra caixinha [de fósforo] (Salvador: livro artesanal, 2012)

### Poesia
- mas é que eu não sabia que se pode tudo, meu Deus! (Salvador: P55 Edições, 2014, ISBN 978-85-8325-021-0)
- livro do quase invisível (Salvador: P55 Edições, 2010)
- de tardinha meio azul (Salvador: infinito publicações, 2005)

### Coletânea
- Autores Baianos – um Panorama (Salvador: P55 Edições, 2013, ISBN 978-85-832-5010-4)

## Intervenções Urbanas
- poesia atravessada [na garganta da cidade]- poemas em faixas de pedestres;
- lambe-lambe poesia - instalação audiovisual, pra ser montada em praças públicas;
- cavando poesia, amaciando pedras - colagem, pintura e poema em pedras;
- babadinhos de poesia - recriação dos cartazetes que anunciam quartos para alugar e/ou aulas de idiomas – várias pequenas faixas picotadas com poemas curtos para serem destacados;
- poesia: intimidade pública ou poemas toylete - stickers com trechos de poemas colados em banheiros públicos;
- bilhetes poéticos - fragmentos de poemas, colocados numa caixinha de acrílico, nos pontos de ônibus;
- poesiamobília de vento ou móbilepoesia - móbiles de palavras flutuantes, no céu da cidade
- parangolé poesia - performance_objeto – recriação do parangolé de Hélio Oiticica, com trechos de poemas pintados

## Ligações Externas
- «página da autora com poemas pra ouvir, alguns do projeto "poesia eletrônica", de 2010, que recebeu o Prêmio Roquette Pinto», em parceria com Silvana Rezende
- «diário trans_bordo de O LIVRO de água - processo de criação, produção e exposição», em parceria com Silvana Rezende
- «Site G1, sobre FLICA 2013»
- «Diário de Pernambuco, sobre O LIVRO de água»
- «Correio Braziliense, sobre poesinha pra caixinha de fósforo»
- «Revista Muito, entrevista com a autora»[ligação inativa]
- «página da autora com videopoemas», em parceria com Silvana Rezende
- karinarabinovitz.blogspot.com.br - blog da autora